# Ana Gallay
Ana Gallay (Nogoyá, 16 de enero de 1986) es una jugadora de voleibol de playa y profesora de educación física argentina, radicada en Mar del Plata. Jugó en dupla con Georgina Klug, con quien obtuvo la medalla de oro en los Juegos Panamericanos de 2015.

## Carrera deportiva
Desde niña practicó varios deportes como vóley, natación y básquetbol. Comenzó a jugar voleibol en la ciudad de Nogoyá, provincia de Entre Ríos, siendo elegida para integrar la selección entrerriana sub-13. Se recibió como profesora de educación física en Gualeguay y luego trabajó como docente en Nogoyá. Se relacionó con el beach voley primero como árbitro y luego como jugadora, formando dupla con María Virginia Zonta, llegando a estar primeras en el ranking argentino en 2010.
En 2011, clasificó a los Juegos Olímpicos de 2012 luego de vencer en siete de los ocho partidos de la Continental Cup. A partir de allí se convirtió en jugadora profesional de beach volley participando en el circuito internacional. En 2015, obtuvo con Georgina Klug la medalla de oro en los Juegos Panamericanos de Toronto. En septiembre de 2015 ganaron la medalla de plata en el Open de Xiamen, China. En junio de 2016, clasificaron en el Tour Internacional para participar en los Juegos Olímpicos de Río de Janeiro 2016.
En marzo de 2019, en dupla con Fernanda Pereyra obtuvo la medalla de plata en los Juegos Suramericanos de Playa de 2019. También con Fernanda Pereyra logró la medalla de plata en los Juegos Panamericanos de 2019.